# Antocha papuensis
Antocha papuensis là một loài ruồi trong họ Limoniidae. Chúng phân bố ở miền Australasia.